# Savant-syndrom
 Der er for få eller ingen kildehenvisninger i denne artikel, hvilket er et problem. Du kan hjælpe ved at angive troværdige kilder til de påstande, som fremføres i artiklen.

 Denne artikel bør gennemlæses af en person med fagkendskab for at sikre den faglige korrekthed.

Savant-syndrom er en tilstand hvor personen, som ofte er autist eller udviklingshæmmet, udvikler en eller flere helt usædvanlig avancerede evner inden for f.eks. musik, matematik, kunst eller hukommelse.
Det ældre navn for tilstanden er idiot savant (fransk: vidende idiot). Idiot er ikke ment nedladende, men blot en ældre betegnelse for den sværeste grad af udviklingshæmmet (retarderet/åndssvag). Internationalt bruges i dag i reglen andre betegnelser, mens nogle danske læger holder fast i det traditionelle fagsprog.

## Berømte eksempler
Denne artikel bør gennemlæses af en person med fagkendskab for at sikre den faglige korrekthed.

Man forstår bedst hvad syndromet indebærer ved at få nogle eksempler på personer med tilstanden. Her er nogle:

### Orlando Serrell
Under en baseballkamp som tiårig ramte en bold ham hårdt på venstre side af hovedet. Han faldt, rejste sig og spillede videre. Men siden den dag i 1979 har han kunnet huske vejret på hver eneste dag siden. Desuden kan han udregne datoen for en bestemt ugedag mange år frem i tiden.

### John
John er multihandicappet og er både blind, epileptisk og udviklingshæmmet. Han er desuden lam på højre arm. Alligevel kan han med sin raske arm spille ethvert nummer på klaver, efter at have hørt det spillet én gang.

### Nadia
Pigen, som var autist, begyndte som 3-årig at tegne tegninger med en teknik som ellers var forbeholdt trænede voksne. Som 7-årig kom hun på en skole for autister og under behandlingen mistede hun sin evne.

### George og Charles
De enæggede tvillinger har en IQ omkring 50-60. Det betyder, at de ikke burde kunne lægge to og to sammen. Men alligevel er en af deres yndlingsaktiviteter at finde på mangecifrede primtal. Da professor Oliver Sacks, der undersøgte dem, tabte en æske tændstikker råbte tvillingerne i kor: "111!". Det var præcis det antal tændstikker, der var røget ud.
De følgende tre savanter hører til supersavanter. Man mener kun der er omkring 50 i verden. De er kendetegnet ved en fantastisk fotografisk hukommelse.

### Stephen Wiltshire
Stephen er autist og har en imponerende evne til at gengive landskaber. Efter en kort helikoptertur over London kunne han tegne alle de bygninger han havde set og endda temmelig detaljeret.

### Kim Peek
Kim Peek er nok verdens mest berømte savant og inspirationskilde for filmen Rain Man. Han kunne oplyse postnumre på hvert eneste sted i USA og nåede at lære over 12.000 bøger udenad. Hans måde at læse på var særlig interessant. Han læste en side med hvert øje og kunne nå gennem begge sider på 8-10 sekunder. Han var også god til at spille klaver. Samtidig havde han mentale handicap. Derfor kunne han ikke knappe sit eget tøj eller løse andre simple hverdagsopgaver.

### Daniel Tammet
Denne savant er særlig interessant da Daniel Tammet ikke har psykiske handicap sammen med sine savantevner. Kun få savanter er så heldige. Han har oplyst de første 22.500 decimaler i pi, men lavede en fejl efter ciffer nr. 2,964, og har under et forsøg vist sig at være god til blackjack, da han husker alle de kort der har været på bordet. Desuden lærte han på blot en uge islandsk nok til at blive interviewet på sproget.

## Årsag
Man arbejder stadig intenst på at finde ud af, hvad der forårsager evnerne.  Ofte er de kombineret med skader i venstre hjernehalvdel, og en ny teori, fremsat af professor Allan Snyder, går på, at det netop er skader i venstre hjernehalvdel, der forårsager evnerne, som har plads i højre hjernehalvdel. Altså at den højre hjernehalvdel bliver overudviklet for at kompensere for skaderne. Da syndromet oftest opstår hos mænd, mener visse forskere, at skaderne på hjernen kan skyldes for meget testosteron under fosterets udvikling. Nogle forskere mener, at mere viden om sygdommen vil kunne revolutionere vores måde at forstå hjernen på, og de fleste er enige om, at vi alle har savantevner, der blot ligger i dvale i vores hjerne. Man har lavet forsøg med at skabe magnetfelter i venstre hjernehalvdel på forsøgspersoner. Dette gav en midlertidig forbedring af deres evner til at løse visse opgaver, men indtil videre er det langt fra noget, der nærmer sig savant-niveau.

## Test
Hukommelsestests kan bruges til at afprøve om folk har savantevner. Et eksempel på en test er nedenstående 36 tal, som personen kan se på og forsøge at memorere så længe som man har brug for. Personen ser derefter væk fra tallene og forsøger at nedskrive dem på et ark papir:
3 1 4 1 5 9
2 6 5 3 5 8
9 7 9 3 2 3
2 8 4 5 1 1
2 3 5 8 1 3
2 1 0 1 0 2
Savanten Joseph Sullivan brugte 43 sekunder til at se på tallene før han kunne gengive dem fejlfrit.